# 古巴角鯊
古巴角鯊（學名：Squalus cubensis）是角鯊屬下的一種鯊魚，分佈在美國北卡羅來納州至科羅拉多州的西大西洋、墨西哥灣、近古巴、伊斯帕尼奧拉島、巴西南部及阿根廷。牠們棲息在大陸棚及大陸坡，水深60-380米處。牠們可以長達1.1米。
古巴角鯊的身體修長，呈灰色，背鰭及胸鰭有黑邊，腹鰭及尾鰭呈白色。兩個背鰭的前邊都有鰭棘。
古巴角鯊可能是吃魚類及無脊椎動物。等足目很普遍寄生在牠們的口部及鰓中。牠們是卵胎生的，每胎約有10條幼鯊。
古巴角鯊一般會被作為食用魚，但最重要的是從牠們肝臟抽取的油及維生素。